# Campeonato Paulista de Handebol Feminino de 2019
O Campeonato Paulista de Handebol Feminino de 2019 foi a quadragésima sétima edição deste torneio organizado promovido pela Federação Paulista de Handebol (FPHb). Disputada entre 11 de abril e 25 de outubro, os cinco participantes enfrentaram uma fase classificatória, classificando os quatro primeiros colocados. O Pinheiros conquistou o título ao vencer o Guarulhos/Corinthians na decisão. O terceiro lugar, por sua vez, ficou com a equipe de Jundiaí.

## Fase classificatória
A classificatória do torneio iniciou em 11 de abril, com o empate entre Jundiaí e Guarulhos/Corinthians. O Pinheiros venceu todos os confrontos e se classificou na liderança, enquanto Guarulhos terminou em segundo lugar. Franca e Jundiaí completaram os clubes classificados para as semifinais. Por sua vez, o Bauru foi eliminado ao terminar na última colocação.

## Fase final
De acordo com o regulamento da competição, as quatro equipes classificadas na fase anterior disputaram dois jogos eliminatórios nas semifinais. Os vencedores se qualificaram para a decisão, enquanto que os perdedores jogam uma partida para decidir o terceiro colocado.

### Semifinais
| Equipe 1              | Placar | Equipe 2 | Jogo 1 | Jogo 2 |
| --------------------- | ------ | -------- | ------ | ------ |
| Pinheiros             | 2–0    | Jundiaí  | 28–19  | 40–20  |
| Guarulhos/Corinthians | 2–0    | Franca   | 27–25  | 22–15  |

### Disputa do terceiro lugar
| Equipe 1 | Placar | Equipe 2 |
| -------- | ------ | -------- |
| Jundiaí  | 24–21  | Franca   |

### Final
| Equipe 1  | Placar | Equipe 2              | Jogo 1 | Jogo 2 |
| --------- | ------ | --------------------- | ------ | ------ |
| Pinheiros | 2–0    | Guarulhos/Corinthians | 38–18  | 36–26  |